# Ahauser Mühle

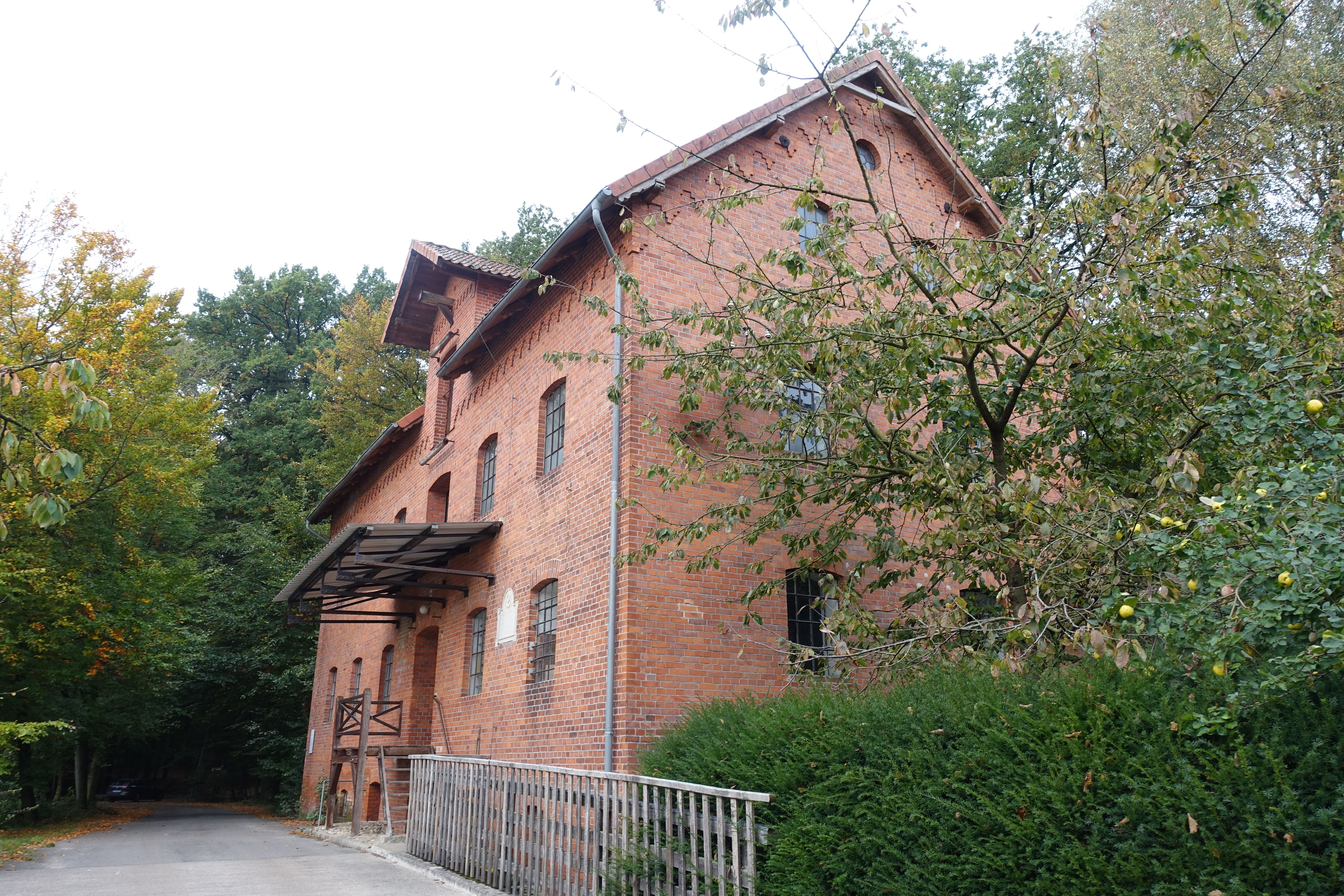
Mühlenhaus

Die Ahauser Mühle bzw. Wassermühle Ahausen, Ahauser Mühle 1 und 2, in der niedersächsischen Gemeinde Ahausen, wurde als Mühle am Anfang des 20. Jahrhunderts gebaut. Aktuell (2025) wird sie zum Wohnen und durch Ferienwohnungen genutzt.
Das Gebäude steht unter Denkmalschutz (siehe auch Liste der Baudenkmale in Ahausen).

## Geschichte und Beschreibung
Die Gemeinde Ahausen wurde erstmals 1226 erwähnt. Sie gehört seit 1974 zur Samtgemeinde Sottrum.

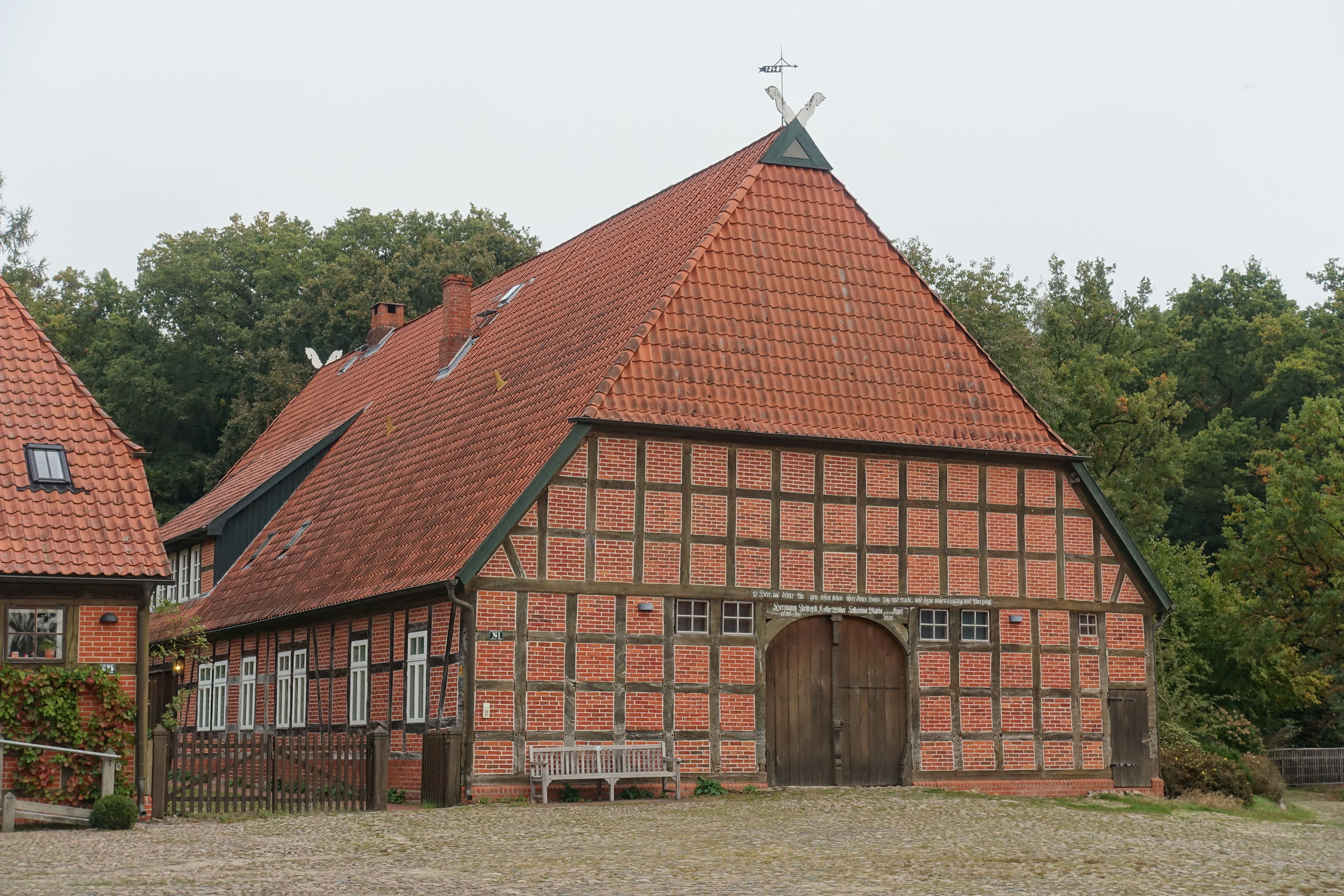
Wohn-/Wirtschaftsgebäude

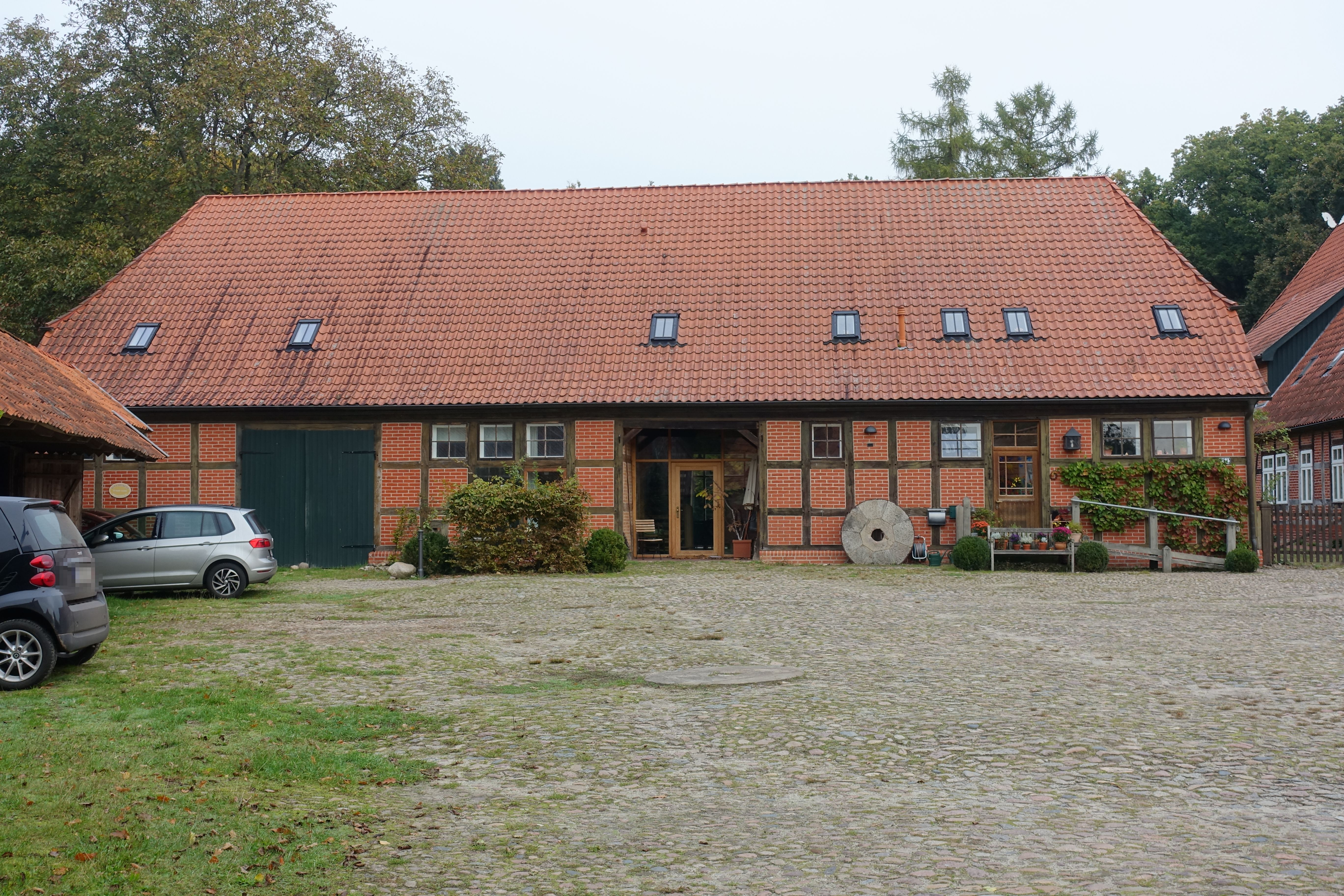
Scheune

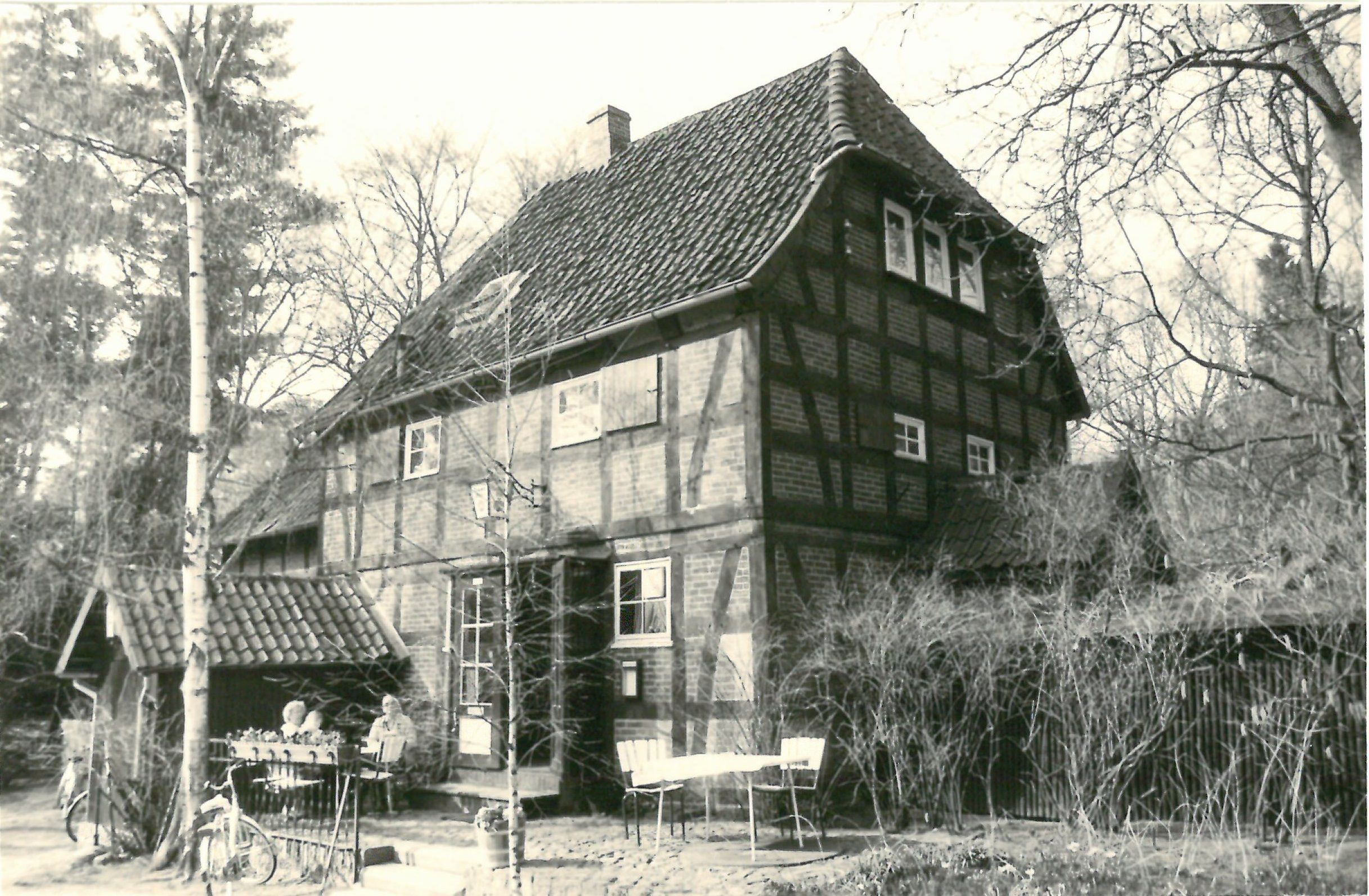
Speicher

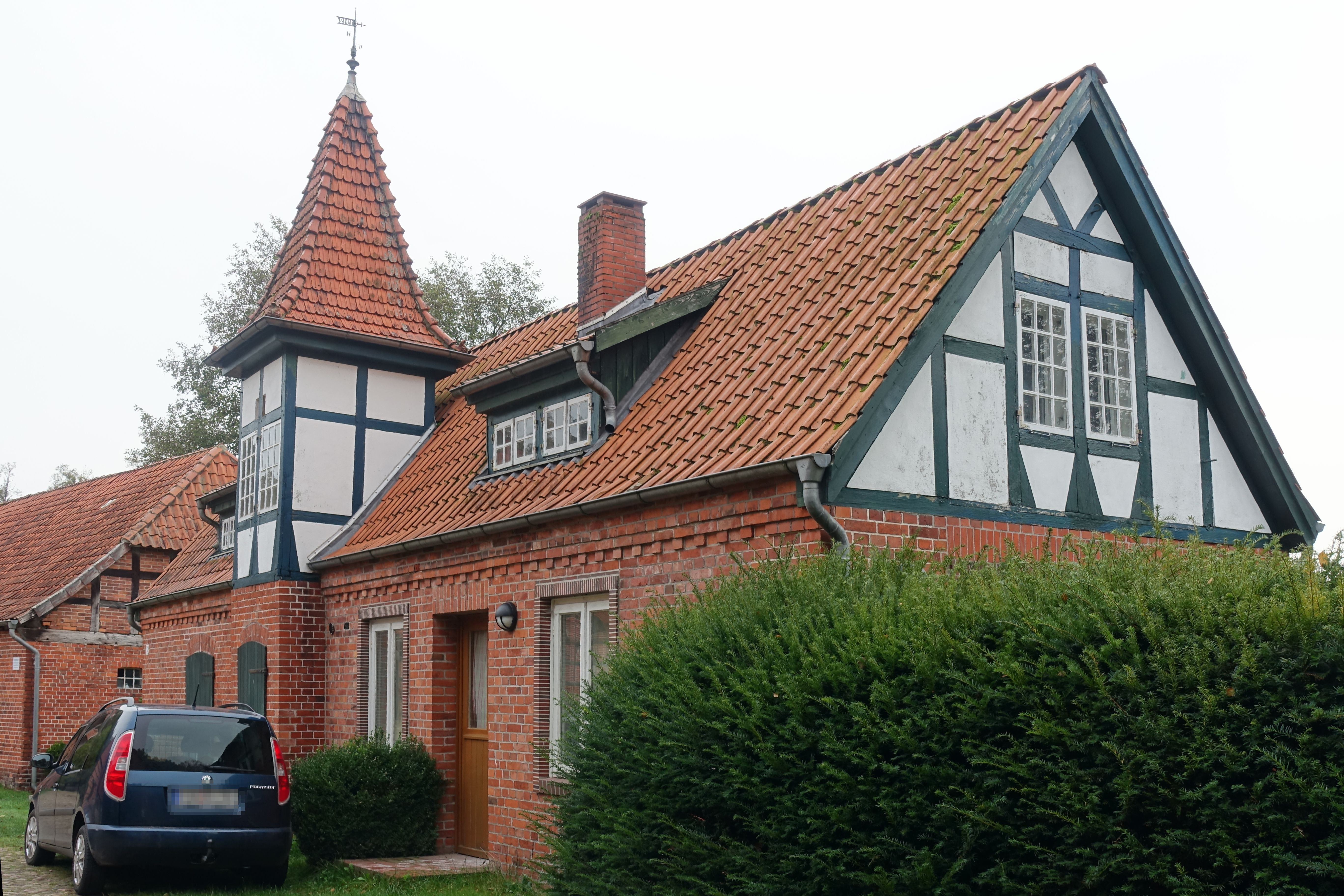
Stall

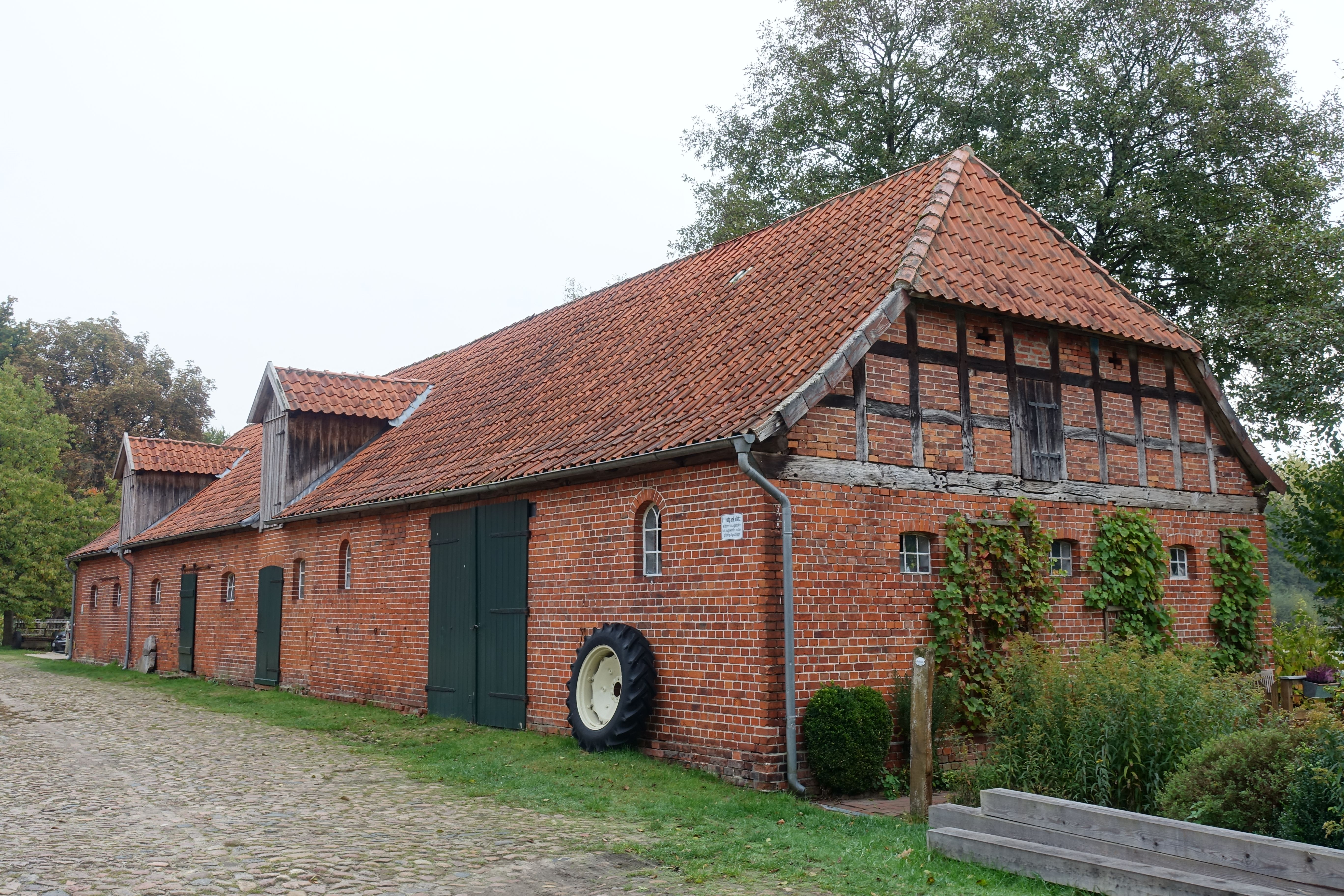
Zweiter Stall

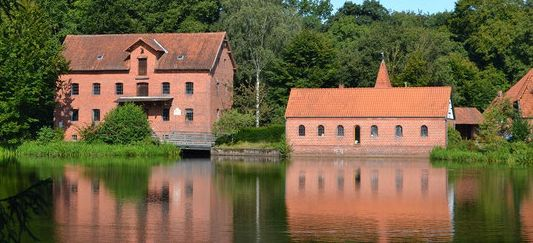
Mühlenteich mit Mühlenhaus und Stall

Eine erste Erwähnung der Ahauser Mühle findet sich im Jörde-Buch von 1694. Sie gehörte zu einer alten Gutsanlage der Herren von Schlepegrell und später des Rittmeisters von Eicke auf Buchholz. Die Mühle hatte am Ende des 17. Jahrhunderts einen wirtschaftlichen Höhepunkt; sie soll 1693 um 40 % des Steueraufkommens der Gemeinde Ahausen aufgebracht haben. Neben der eigentlichen Wassermühle gehörten verschiedene Wohn- und Wirtschaftsgebäude zur Anlage.
Die Hofanlage der Mühle besteht heute aus
- dem zweigeschossigen traufständigen verklinkerten und unterkellerten Mühlengebäude von 1901 (Inschrift) in Backstein, mit ziegelgedecktem Satteldach und Dachhaus und schmucklosen Fassaden mit segmentbogigen Öffnungen; erbaut durch den Müller Steffen Heinrich Kohte als Ersatz für einen älteren Vorgängerbau in Fachwerk,[2]
- dem eingeschossigen giebelständigen Wohn- und Wirtschaftsgebäude von 1839 (Inschrift) als Vierständer-Hallenhaus auf Sockel, in Fachwerk mit Steinausfachungen und Innengerüst mit Unterrähmkonstruktion, ziegelgedecktem Krüppelwalmdach,  Niedersachsengiebel mit Uhlenloch, Pferdeköpfen und Grooter Door mit Korbbogen; am Wohngiebel möglicherweise nachträglich verlängert,[3]
- der Scheune von 1872 in Fachwerk mit Steinausfachungen, mit ziegelgedecktem Krüppelwalmdach und Quereinfahrt und späterem Eingang in Glas für neue Ferienwohnungen,[4]
- dem zweigeschossigen Speicher von um 1800 in Fachwerk mit Steinausfachungen, weitgehend erhaltenem Innengerüst und pfannengedecktem Krüppelwalmdach sowie mit eingeschossigem Anbau nach Westen mit Satteldach, umgebaut für Wohnzwecke[5]
- dem traufständigen Stall von um 1900 als Backsteinbau mit ziegelgedecktem Satteldach sowie mit hofseitigem Fachwerktürmchen unter Pyramidendach als Taubenschlag, Giebeldreiecke in Fachwerk,[6]
- dem traufständigen massiven Stall von um 1900 als Backsteinbau mit ziegelgedecktem Satteldach und zwei Dachhäusern sowie Fachwerk mit Backsteinausfachung in den oberen Giebeldreiecken,[7]
- dem etwa 3 ha großen Mühlenteich, gespeist durch den aufgestauten Auebach, einem Nebenfluss der Wümme.[8]

Das Landesdenkmalamt befand u. a.: „…  geschichtliche und städtebauliche Gründe wegen des orts-, wirtschafts- und technikgeschichtlichen, volkskundlichen, gebäudetypischen sowie orts- und landschaftsbildprägenden Zeugniswert …“
Die Mühle wird seit mehr als zehn Generationen als Familienbetrieb geführt. Sie wurde relativ früh durch eine 2 PS starke Francisturbine betrieben, die Walzenstuhl, Schrotmahlgang und eine Hammermühle versorgte. Seit 1919 wurde in der Mühle auch elektrischer Strom erzeugt. Die Antriebe der Mahlgeräte erfolgte ab 1953 durch die öffentliche Stromversorgung. 1974 wurde der Mühlenbetrieb eingestellt. Heute ist sie ein beliebtes Ausflugsziel. Die Mühle ist nur von außen zu besichtigen.
Die Mühle ist die Nr. 57 der Niedersächsischen Mühlenstraße im Bereich Landkreis Osterholz.